# Views From Zone 6
Views From Zone 6 è il secondo EP del rapper statunitense Gucci Mane, pubblicato il 18 febbraio 2015 dalle etichette 1017 Records e RBC Records.

## Descrizione
Il titolo è un gioco di parole sull'album di Drake in uscita all'epoca, Views From The 6, in seguito cambiato semplicemente in Views. È inoltre un riferimento alla Zone 6 di Atlanta, il quartiere orientale della capitale della Georgia.

## Tracce
1. Angry (feat. Fredo Santana & Lil Reese) – 3:57 (musica: TM88)
2. Bitter (feat. Young Thug & Yung Gleesh) – 4:33
3. Count a Check (feat. Peewee Longway) (musica: TM88)
4. Eskimo (feat. 2 Chainz) – 3:40
5. In (feat. Yung Fresh) – 3:52
6. Make Yo Move (feat. Quavo) – 3:50 (musica: Zaytoven)
7. Right Now (feat. Andy Milonakis & Chief Keef) – 4:55 (musica: Honorable C.N.O.T.E.)
8. Rolling Stone (feat. Lil B) – 2:27 (musica: Mike WiLL Made It)